# Прониште
40° 42′ 10″ С; 20° 06′ 33″ И / 40.702668° С; 20.109211° И
Прониште је огромна тврђава у близини албанског Београда и била је насељена од давних времена. 
Уздиже се над стрмом и 50 метара високом стијеном, доступном само уском пјешачком улицом - рељеф природно изолован.  